# Juan Antonio Delgado Ramos
Juan Antonio Delgado Ramos (San Fernando; 18 de marzo de 1971) es un guardia civil y político español, diputado de Podemos en el Congreso de los Diputados por Cádiz entre 2016 y 2022, en las XI, XII, XIII y XIV legislatura. Actualmente es diputado en el Parlamento de Andalucía.

## Biografía y trayectoria

### Infancia
Juan Antonio Delgado Ramos, nacido en San Fernando (Cádiz) el 18 de marzo de 1971, es el menor de siete hermanos. Hijo de un albañil, Lope Delgado Espinosa, y de María Ramos Braza, Cádiz, ama de casa. Creció en la Barriada de La Ardila, un barrio popular de mariscadores, salineros, albañiles y trabajadores de astilleros.

### Guardia Civil
En 1992, con 21 años, ingresó en la Guardia Civil. Su primer destino tras el periodo de academia fue Barcelona donde permaneció hasta 2002. Ese periodo fue trascendental a la hora de afiliarse a AUGC y donde coincidió con algunos responsables del que fuera Sindicato Unificado de la Guardia Civil (SUGC), como es el caso del guardia Rubio o el sargento Redondo, ambos detenidos por pertenecer a dicho sindicato, que entonces el nacimiento de AUGC era clandestino, hecho que fue determinante en su politización y en el compromiso adquirido a favor de la democratización de la Guardia Civil.
Fue precisamente en ese primer destino donde tomó conciencia de la verdadera situación de los trabajadores de la Guardia Civil y decidió participar activamente en el asociacionismo profesional. En 1997 fue nombrado vocal de la Delegación de Barcelona en el Aeropuerto de AUGC.
En el Aeropuerto de Barcelona se convirtió en interlocutor entre sus compañeros y los responsables de la Guardia Civil y resto de organismos integrados en el complejo aeroportuario.
El nombramiento de Santiago López Valdivielso como director general de la Guardia Civil (1996-2004) propició un tímido periodo de apertura y modernización, cuya medida más destacada fue la creación del Consejo Asesor de Personal  por la que se desarrollaría en la Guardia Civil las primeras elecciones democráticas para la elección de representantes de los trabajadores. Delgado Ramos fue elegido en este proceso como vocal del órgano de representación de los trabajadores de la Guardia Civil.
En ese periodo, en el año 2002, es destinado al puesto de la Guardia Civil de Barbate (Cádiz), entonces castigada por el narcotráfico, desde donde participó a pie de playa en los operativos de salvamento, lo que le llevó a implicarse con colectivos de derechos humanos que atendían a las personas que llegaban en patera a las costas gaditanas y que trabajaban posteriormente en la integración social de la inmigración.  
Su destacada labor en Barbate propició su participación en la Junta Directiva Nacional de la Asociación Unificada de Guardias Civiles. Así, Delgado pasó a encargarse del área de Relaciones Institucionales de AUGC, llegando a acudir al Parlamento Europeo en 2004, a través de una invitación del eurodiputado gaditano Willy Meyer, en la que por primera vez los trabajadores de la Guardia Civil expusieron su realidad en una institución de ámbito supranacional.
En 2006 y  2007 se convocaron sendas históricas manifestaciones en Madrid. El 20 de enero de 2007 se reunieron en la Plaza Mayor de Madrid miles de guardias civiles de uniforme reglamentario, exigiendo al Gobierno de España, entonces presidido por José Luis Rodríguez Zapatero, que cumpliera sus promesas electorales con los trabajadores de la Guardia Civil. Bajo el lema 'Derechos Ya', la manifestación supuso un antes y un después en la historia del movimiento sindical en la Benemérita, pues nunca antes se había producido en democracia una manifestación de uniformados por parte de ningún cuerpo de policía. Pero además fue un gran éxito de asistencia: agentes de todos los rincones del Estado acudieron junto con sus familiares al acto convocado, contando además con el apoyo de CCOO y UGT. El Gobierno de España finalmente aprobó la Ley de Derechos y Deberes de los Guardias Civiles. Esta manifestación tuvo su precio para algunos dirigentes del movimiento asociativo de la Guardia Civil, ya que un total de veinte agentes fueron expedientados con falta grave. Juan Antonio Delgado Ramos fue sancinado por falta muy grave, con una propuesta inicial de expulsión del Cuerpo. Finalmente acabó en una suspensión de empleo y sueldo durante seis meses, que se suma a más de dieciocho expedientes disciplinarios durante su carrera profesional por su activismo a favor de la democratización y la modernización de la Guardia Civil. 
En 2010 Delgado, junto con otros compañeros, propone a la dirección nacional de AUGC llevar a cabo un operación humanitaria de ayuda a Haití, tras el terremoto que se produjo en el país caribeño y su posterior crisis humanitaria. Junto con otros siete compañeros, se trasladó hasta el país haitiano para llevar todo lo recaudado en la campaña: más de 60 toneladas de material de primera necesidad, en especial dirigido a niños y niñas, así como una importante suma de dinero. 
En el siguiente congreso de AUGC, en 2007, fue elegido secretario nacional de comunicación, siendo a partir de entonces portavoz nacional de la asociación profesional mayoritaria de la Benemérita, cargo que ha venido desarrollando hasta julio de 2015, fecha en la Pablo Iglesias le propuso entrar en la política institucional y ser candidato de Podemos al Congreso en las elecciones generales de este mismo año. A partir de este momento, en cumplimiento de las normas de la Guardia Civil, pasó a estar en situación de excedencia por desempeño de cargo público. 
Entre sus aficiones, destaca la historia, siendo un amante de la genealogía, motivo por el que ha participado en el documental 'Encadenados', estrenado el 7 de marzo de 2022 en Canal Historia, sobre el tráfico de esclavos por la Corona Española, dado que investigando en su árbol genealógico descubrió que un antepasado fue esclavo negro en Cádiz.
Diputado Cortes Generales
Tras las Elecciones Generales del 20 de diciembre de 2015, Juan Antonio Delgado fue elegido como diputado al Congreso por la provincia de Cádiz, siendo el primer guardia civil de la historia en llegar a la Cámara Baja de forma democrática, repitiendo  en las Elecciones Generales de 2016 y en las Elecciones Generales de abril de 2019, defendiendo durante este periodo el derecho de sindicación de la Guardia Civil y llevando a comparecer a la Comisión de Interior a la plataforma que aglutina a los colectivos de lucha contra el narcotráfico del Campo de Gibraltar y a los trabajadores españoles de la Base Nava de Rota. Igualmente, Delgado presentó una iniciativa en el Congreso de los Diputados para que el Estado compense económicamente al municipio de Barbate por la servidumbre militar de la Sierra del Retín. En las Elecciones de noviembre de 2019 no obtuvo su acta de diputado. El 13 de octubre de 2021, tras dejar el acta la diputada gaditana Noelia Vera, volvió a obtener escaño en el Congreso de los Diputados por la provincia de Cádiz, siendo portavoz de Unidas Podemos en las comisiones de Defensa, portavoz adjunto en Interior, vicepresidente primero en la de Sanidad, vocal en la de Justicia, así como vicepresidente primero de la Subcomisión para el Estudio de la Regulación del Cannabis Medicinal.  
Como diputado, tomó un papel relevante durante la huelga del metal en la provincia de Cádiz, en noviembre de 2021, llegando a subir a la Tribuna del Congreso con un casco de obrero del metal para defender los derechos de los trabajadores. Fruto de su compromiso con los trabajadores del metal de su provincia, se reunió en el Congreso con el comité de empresa de los astilleros públicos de la planta de Navantia en Puerto Real (Cádiz), registrando por primera vez en la historia la comparecencia en la Comisión del Trabajo del Congreso de los presidentes de los comités de empresa de Navantia de las plantas de Puerto Real, San Fernando y Cádiz para que expongan sus demandas de primera mano. Igualmente que a los trabajadores del metal, Delgado también ha ofrecido la posibilidad de comparecer en el Congreso a la patronal del metal (enlace roto disponible en Internet Archive; véase el historial, la primera versión y la última). con el objetivo de buscar una solución para la crisis de la industria en la provincia de Cádiz. Actualmente en el Congreso, Delgado ejerce de defensor del pluralismo político dentro de las Fuerzas y Cuerpos de Seguridad del Estado y en contra de la apropiación de las FCSE por parte de la ultraderecha.
En 2022 deja su escaño en el Congreso de los Diputados para presentarse a las elecciones del Parlamento de Andalucía dentro de la coalición Por Andalucía.